# میشل فرلی
میشل فرلی (انگلیسی: Michelle Fairley؛ زاده ۱۷ ژانویهٔ ۱۹۶۴) هنرپیشه اهل ایرلند شمالی است که بیشتر برای بازی در نقش کتلین استارک در سریال بازی تاج‌وتخت مشهور است. وی از سال ۱۹۸۷ میلادی تاکنون مشغول فعالیت بوده‌است.

## فیلم‌شناسی

### سینما
| سال  | عنوان                              | نقش           | یادداشت |
| ---- | ---------------------------------- | ------------- | ------- |
| ۱۹۹۰ | دستور کار مخفی                     |               |         |
| ۲۰۰۱ | دیگران                             | خانم مارلیش   |         |
| ۲۰۱۰ | دوئل                               | ماریا         |         |
| ۲۰۱۰ | هری پاتر و یادگاران مرگ – قسمت اول | خانم گرنجر    |         |
| ۲۰۱۳ | زن نامرئی                          | کارولین گریوز |         |
| ۲۰۱۳ | فیلومنا                            | سالی میچل     |         |
| ۲۰۱۵ | در دل دریا                         | خانم نیکرسون  |         |

### تلویزیون
| سال       | عنوان                     | نقش            | یادداشت |
| --------- | ------------------------- | -------------- | ------- |
| ۲۰۱۱-۲۰۱۳ | بازی تاج‌وتخت              | کتلین استارک   |         |
| ۲۰۱۴      | ۲۴: یک روز دیگر زنده بمان | مارگارت        |         |
| ۲۰۱۵      | مسیرهای عبور              | سوفی بینز      |         |
| ۲۰۱۷      | شاهزاده خانم سفید         | مارگارت بوفورت |         |
| ۲۰۲۰      | خلافکاران لندن            | ماریان والاس   |         |

### تئاتر
| سال  | عنوان            | نقش       | یادداشت                      |
| ---- | ---------------- | --------- | ---------------------------- |
| ۱۹۹۳ | اولیانا          | کارول     | تئاتر رویال کورت             |
| ۲۰۰۴ | خاکستر به خاکستر | ربکا      | تئاتر غزل                    |
| ۲۰۰۷ | مکبث             | لیدی مکبث | خانه نمایشگاهی یورکشایر غربی |
| ۲۰۰۷ | اتلو             | امیلیا    | انبار دونمار                 |
| ۲۰۱۸ | ژولیوس سزار      | کاسیوس    | تئاتر پل                     |

## جوایز
| سال  | جایزه                         | دسته‌بندی                                    | کار          | نتیجه    |
| ---- | ----------------------------- | ------------------------------------------- | ------------ | -------- |
| ۲۰۱۱ | جایزه فیلم و تلویزیون ایرلندی | بهترین بازیگر زن                            | بازی تاج‌وتخت | نامزدشده |
| ۲۰۱۱ | جایزه اسکریم                  | بهترین گروه بازیگری                         | بازی تاج‌وتخت | نامزدشده |
| ۲۰۱۱ | جایزه انجمن بازیگران فیلم     | بهترین اجرای گروهی در مجموعه تلویزیونی درام | بازی تاج‌وتخت | نامزدشده |
| ۲۰۱۲ | جایزه فیلم و تلویزیون ایرلندی | بهترین بازیگر زن                            | بازی تاج‌وتخت | پیروز    |
| ۲۰۱۳ | جایزه ساترن                   | بهترین بازیگر نقش مکمل زن                   | بازی تاج‌وتخت | نامزدشده |
| ۲۰۱۳ | جایزه انجمن بازیگران فیلم     | بهترین اجرای گروهی در مجموعه تلویزیونی درام | بازی تاج‌وتخت | نامزدشده |
| ۲۰۱۹ | جایزه کلارنس درونت            | بهترین بازیگر نقش مکمل زن                   | ژولیوس سزار  | پیروز    |